# Sóller
|  | Per a altres significats, vegeu «Solleric (dialecte)». |

Sóller (pronunciat /sóʎə/ Sólla) és un municipi situat a la costa nord-oest de l'illa de Mallorca. Està situat en una vall, a la serra de Tramuntana, i limita amb els municipis de Deià, Fornalutx, Escorca i Bunyola.

## Població
Comprèn cinc nuclis de població:
| Entitat de població | Habitants (2024) |
| Sóller              | 9.317            |
| El Port             | 2.453            |
| l'Horta             | 1.630            |
| Biniaraix           | 460              |
| Alconàsser          | 0                |
| Font: INE           |                  |

### Alconàsser
Alconàsser (39° 46′ 33.03″ N, 2° 40′ 1.139″ E / 39.7758417°N,2.66698306°E) és una antiga alqueria del municipi, situada prop de la mar. Té una font i una petita platja. Està documentada en el segle xv.

## Geografia
Està connectat amb un tren que l'enllaça amb la capital de l'illa. També hi ha un túnel per a cotxes —que el dia 29/12/2017 deixà de ser de pagament—, que també l'uneix amb la capital. Per aquesta vall també discorre la carretera Andratx-Pollença. A més, Sóller compta amb un port marítim, el port de Sóller. Són famoses les seves cases construïdes per emigrants sollerics que feren fortuna a les Amèriques i tornaren a principi del segle xx (coneguts popularment com a indianos).
Sóller és el poble turístic per excel·lència de Mallorca, i així ha estat visitat durant la seva història per nombrosos presonatges il·lustres, d'Isabel II als reis actuals Felip VI i Letícia, passant per actors de Hollywood com Tom Hanks, entre d'altres. Actualment, el principal mitjà de vida és el turisme; tot i que té abundosos conreus d'hortalisses, cítrics i oliveres, els preus baixos han perjudicat molt els darrers anys l'activitat agrícola. Tot i així, té dues tafones en ús, una de les quals a la cooperativa Sant Bartomeu.
La Vall de Sóller està situada al cor de la Serra de Tramuntana, la qual va rebre el distintiu a Patrimoni Mundial per la UNESCO el 2011.

## Història

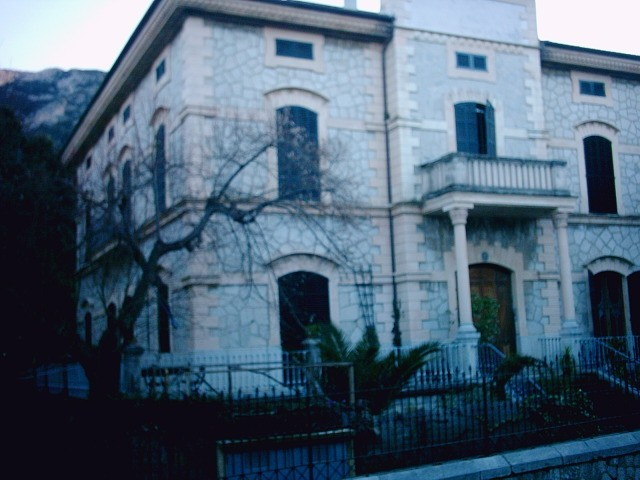
Cas Xicu

### Prehistòria
S'hi trobaren vestigis de l'època talaiòtica, dels primitius balears a Muleta, que es remunten a una època compresa entre els anys 5200 i 2700 aC. Al museu de Mallorca hi ha tres estàtues de bronze trobades a la Roca Roja (segles IV-III aC) d'una divinitat bèl·lica de la prehistòria balear, popularment coneguda com a Mars Baliaricus, però que sembla tenir més relació amb la divinitat púnica coneguda com a "Rexef", mena de conjunció de les característiques dels déus "Ares-Hermes" (Mart-Mercuri).

### Edat moderna
L'11 de maig de 1561 una coalició de corsaris algerians, comandats per Otxalí i Iusuf-Arrais formaren una esquadra molt potent de 22 galiots, per atacar Mallorca. L'armada, abans d'arribar a Mallorca, va proveir-se d'aigua a Eivissa. Això feu que els mallorquins rebessin l'avís que l'atac començaria per Sóller, per la qual cosa el virrei, Guillem de Rocafull, envià un advertiment al capità de Sóller, Joan Angelats, i als comandaments de Bunyola, Santa Maria i Alaró per tal que donassin ajut a Sóller.
Els mallorquins sortiren tots cap al Camp de s'Oca, en direcció al Port de Sóller. Desembarcaren uns 1.600 corsaris, sense fer remor, per la qual cosa els guardes de terra no se n'adonaren. Els invasors es dividiren en dos grups: mentre un anà directament cap a la vila, l'altre prengué el camí de la Figuera, i atacà Sóller pel nord, obtenint un gran botí. Els sollerics que havien sortit cap al Port es veren agafats entre dos focs, decidiren atacar els de la part sud. Després esperaren que el segon grup tornàs carregat amb el botí, dones, i nins, als qui pretenien endur-se com a esclaus. Quan els corsaris se sentiren en perill mataren molts dels presoners, i foren perseguits pels mallorquins fins a les penyes. Cal assenyalar dos fets: les valentes dones de can Tamany que liquidaren amb engany uns pirates, i una partida de bandolers que feren gran destrossa entre els sarraïns, per la qual cosa foren perdonats pel rei Felip II.
Aquests fets es recorden en una festa de Moros i Cristians que es fa el dia del Firó: el dilluns després del segon diumenge de maig.
Arran dels fets dels corsaris, a partir del segle xvi, s'hi construí la Torre Picada i el Castell del Port. També es fortificà una part del poble. D'aquesta darrera construcció militar només en queda un tros de murada devora l'església parroquial.

### Edat contemporània
Durant la Revolució Industrial, Sóller va arribar a tenir fins a dotze fàbriques i va exportar bona part de la producció (la majoria tèxtil) tant a la resta de Mallorca, com també a França.
A finals del segle xix hi va haver una crisi agrícola que va afectar la producció de taronges de tota la vall. Com a conseqüència, molts de sollerics començaren a migrar a primer al Llenguadoc i després a la resta de l'estat francès. Aquest fet establí un vincle entre Sóller i França per mitjà dels sollerics que mantenien el contacte amb llur vila natal; a mitjan segle xx, molts de sollerics tornaren. Tot plegat va tenir repercussions en el parlar de Sóller, que, entre altres coses, es caracteritza per tenir força francismes. Un fenomen semblant es va donar al llogaret andritxol de l'Arracó.

## Cultura

### Fires i festes
- Gener, 17: revetles de Sant Antoni. S'encenen foguerons.
- Febrer/març: Carnaval. Desfilada de la Rua i la Rueta (infantil), balls de Carnaval.
- Març/abril: Setmana Santa. Desfilada de les processons Dijous Sant i Divendres Sant vespre. Diumenge de Resurrecció, processó matinal.
- Maig, segona setmana del mes: la Fira i el Firó, la festa més important i més coneguda de Sóller. Recorda el saqueig pirata que va patir Sóller l'11 de maig de 1561. Aquesta festa és característica per les quatre batalles que se celebren (platja d'en Generós, platja d'en Repic, pont d'en Barona i la definitiva a la plaça del poble), tot reproduint una batalla de moros i cristians.
- Juny, 29: festes de Sant Pere al Port de Sóller.
- Juliol, 15: vigília de Nostra Senyora del Carme. Bella romeria de barques per la badia del Port de Sóller i també les festes de la barriada de l'Horta.
- Juliol: Mostra Internacional Folklòrica. Festival internacional de folklore fundat pel grup Aires Sollerics l'any 1980 que reuneix grups de tot el món durant una setmana del mes de juliol. Aquest festival dura set dies, durant els quals els grups presenten espectacles de ball de mostra de cara al públic i, a més, se celebren uns intercanvis que cerquen l'aprenentatge col·lectiu entre els grups. Les característiques i objectius principals de l'organització són mostrar les danses i músiques dels diferents llocs del món, l'intercanvi de formes culturals, la no-competició i el foment del voluntariat. El festival està dins de l'organització de caràcter no lucratiu CIOFF.
- Agost: festes patronals dels Estiradors i Biniaraix.
- Agost, 24: festes de Sant Bartomeu. Són les festes patronals, celebrades a l'agost i dedicades al patró del poble. Compten amb un espectacle de foc en què l'infern pren la Terra. Els dimonis del grup local Esclatabutzes conquisten la plaça de la Constitució, després d'una escenografia prèvia, i treuen les seves tres bèsties de foc: en Sati, el cavall i la Cuca de la Mola.[2] La festa acaba amb el correaigua, en què els bombers locals i membres del grup refresquen els assistents que ho desitgen.
- Setembre: festes de la barriada de l'Alqueria del Comte.

### Símbols

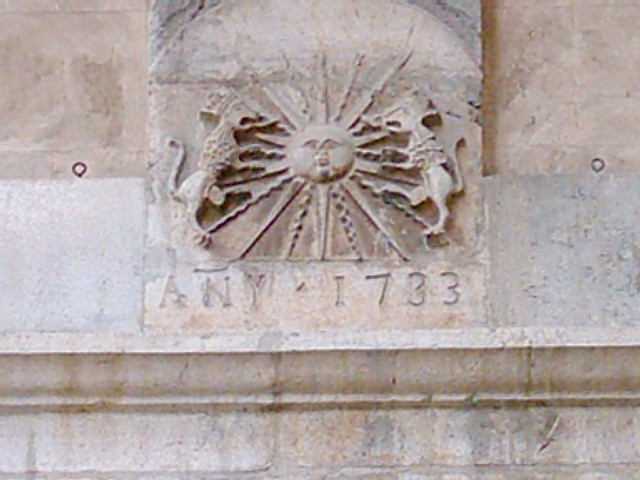
Escut de Sóller

L'escut de Sóller —com el que es mostra a la imatge, esculpit a l'Ajuntament— presenta un sol, senyal parlant al·lusiu a la primera síl·laba del nom de la població, sostingut per dos lleons.
La bandera de Sóller és la pròpia de la corona d'Aragó (les quatre barres vermelles sobre fons groc) i, enmig, l'escut de Sóller, amb el sol sostengut per dos lleons i, damunt, l'escut dels comtes d'Empúries, primers senyors feudals de la vall.

### Rondalles
Mossèn Alcover recollí diverses rondalles a Sóller, alguna de les quals encara és recordada i transmesa. Destaca la història de la Cuca de la Mola, un drac que habitava el pujol de la Mola i que fou derrotat per Sant Jordi. També és coneguda la negret de la Coma, un personatge misteriós que s'amaga dins una cova d'aquesta contrada de la Vall de Sóller, del qual es diu que esclatarà en monedes d'or si qualcú li porta una candela encesa amb el foc nou el dissabte de Pasqua; aquesta mateixa rondalla també és recollida per l'Arxiduc Lluís Salvador.

### Mercats
- Mercat municipal: de dilluns a dissabte, de les 9 h a les 13 h.
- Mercat ambulant: dissabte de matí, de les 8 h a les 13 h.

### Fills Il·lustres
- Josep Rullan i Mir (1904).
- Mateu Colom Canals (1879-1933), bisbe d'Osca entre 1922 i 1933.
- Joan Marqués Arbona (1861-1955), empresari i fundador del setmanari Sóller.
- Albert Hauf (1938), medievalista i catedràtic de filologia catalana.
- Joan Miquel Oliver i Ripoll (1974), compositor, escriptor, cantant i guitarrista. També membre del grup Antònia Font.

### Premsa local
A Sóller hi ha dos setmanaris de redacció local. El més antic és el setmanari Sóller, mentre que la Veu de Sóller és més modern i fou fundat el 1989.

## Esports
A Sóller hi ha diverses entitats que duen a terme pràctiques esportives.
El principal equip de futbol és el Club de Futbol Sóller, fundat l'estiu de 1954, que ha competit més de trenta temporades a Tercera i una temporada, a Segona B.
El Cercle Solleric és una societat esportiva i cultural, fundada el 1899, que té seccions d'atletisme, escacs, muntanyisme, billard i futbol, esport darrer del qual té seccions de futbol base, futbol femení i futbol d'empresa.
La Unió és una societat cultural i esportiva, fundada l'any 1893, que exercita en competició oficial el billard i el futbol, esport darrer en el qual només competeix en el futbol d'empresa.
La Unión Deportiva Sollerense és un club de futbol que competeix només en el futbol base.
El Club de Futbol Port de Sóller és el club de futbol del Port de Sóller.
Tots els equips de futbol de Sóller juguen al Camp d'en Maiol.
Sóller és la vila natal d'esportistes com el corredor Cristòfol Castanyer, el futbolista Antoni Lluís Adrover Colom Tuni o el nedador Joan Lluís Pons.

## Llocs d'interès

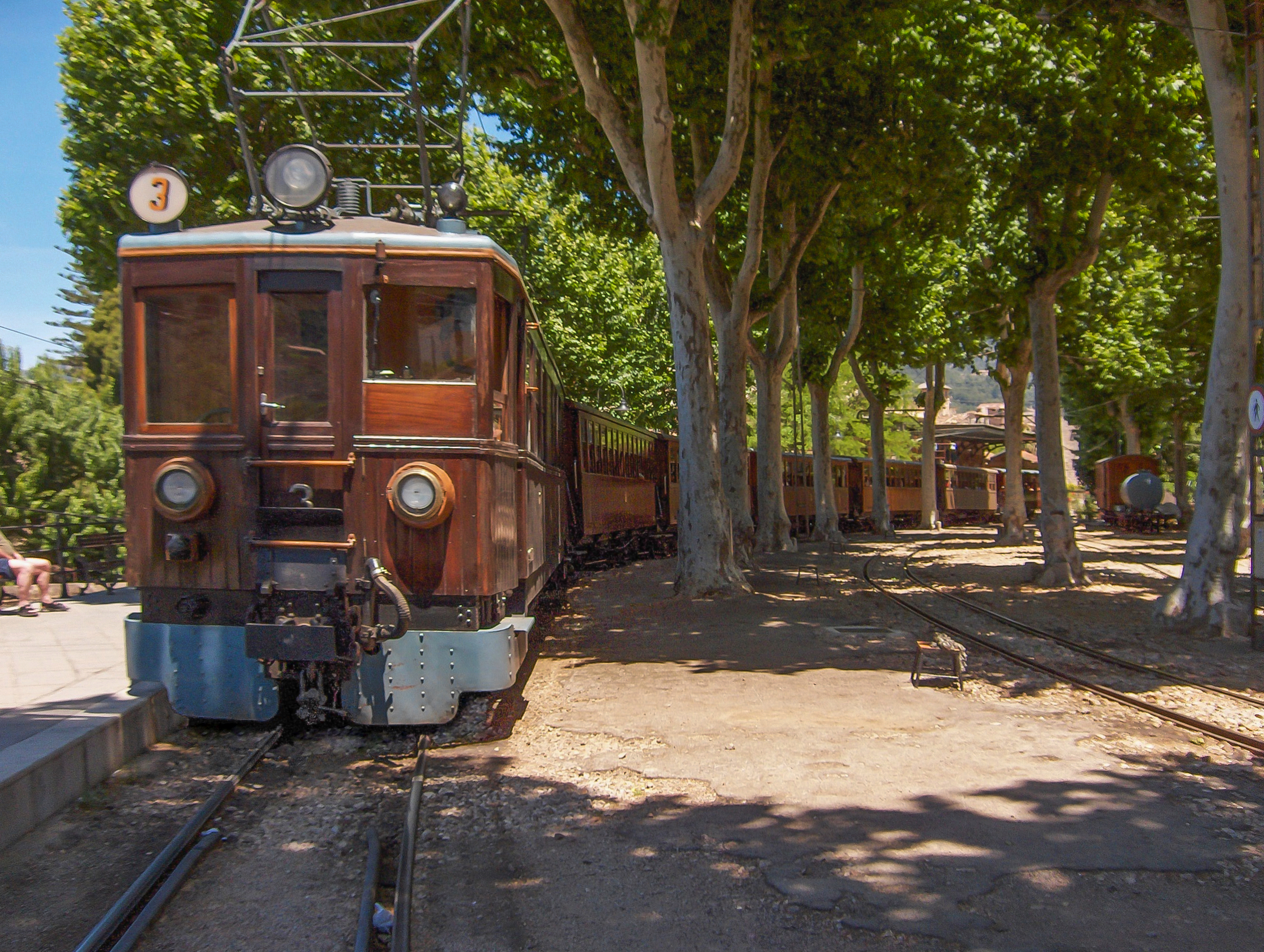
El Tren de Sóller ara és un tren turístic que uneix el municipi amb Palma, passant a través de la Serra de Tramuntana.

Alguns dels llocs d'interès més rellevants de Sóller són:
- L'església parroquial de Sant Bartomeu. Construïda abans del 1236, aquest temple ha sofert diverses modificacions al llarg dels segles. Actualment presenta una estructura barroca (1688-1733), un campanar neogòtic i una façana modernista dissenyada per l'arquitecte Joan Rubió l'any 1904. Al voltant de l'edifici, es poden veure restes dels portals i finestres romàniques i de la fortificació emmurallada del segle xvi.
- El Banc de Sóller. Es va construir l'any 1889, amb els diners dels emigrants. L'edifici és obra de Joan Rubió (1912), típicament modernista. En destaca la doble tribuna volada, el portal de mig punt i el forjat de les finestres.
- La posada de Can Prohom. La posada és la residència que els grans propietaris agrícoles de la serra de Tramuntana posseïen a la vila. L'estructura barroca civil és pròpia de la Mallorca del segle xviii. La seva aparença és sòlida, i parca en decoració.
- La casa de la Lluna. Datada del segle xv, aquesta és una construcció típica de l'arquitectura popular. El més destacable n'és la figura de marès en baix relleu que representa una lluna.
- La posada de Moncaire. Aquest palauet residencial és una mostra de l'arquitectura civil barroca, en transició al neoclàssic de final del segle xviii. Cal observar-hi el voladís de teules pintades amb motius geomètrics, vegetals i antropomòrfics de color vermell i blanc.
- L'església de la Sang. Un temple neoclàssic, senzill i robust que fou reconstruït sobre la primitiva capella dels anys 1564-1572. Està dedicat al Crist de la Sang, una talla policromada de 1556, i a la venerada imatge de la Mare de Déu de la victòria (1572).
- Can Prunera. És una de les façanes modernistes més artístiques i treballades de Sóller, bastida entre 1909 i 1911. Cal examinar-ne detingudament l'estructura i els nombrosos detalls de pedra, fusta i metall que ornamenten l'edifici.
- El mercat municipal. La construcció fou projectada per l'arquitecte Francesc Cerdó i inaugurada l'any 1952. És un edifici funcional, de planta poligonal, amb diverses obertures d'accés i un corredor porticat.
- Can Nou. L'avinguda de Cristòfol Colom està envoltada de jardins i segueix el traçat del torrent Major, que fou cobert l'any 1912. A l'esquerra se situa l'edifici modernista Can Nou; disposa de torreta, amples finestrals amb persianes i balcó balustrat.
- El Museu del Casal de Cultura. Un modest habitatge familiar amb jardí, construït l'any 1740, que acull actualment el museu etnològic de la ciutat.
- La Gran Via. Aquesta via urbana inclou el nucli més rellevant d'habitatges enquadrats en els estils modernista i historicista regional. També se situa, en aquesta avinguda, el centre cultural de Can Dulce.
- El nucli urbà antic. Els carrers de Vicari Pastor, Murta, Cristòfol Pizà i Sant Antoni són uns dels millors exemples del nucli urbà antic de Sóller. Allunyat dels trànsit de vehicles, el visitant pot copsar-hi els diferents estadis de l'evolució urbanística dels darrers tres-cents anys.
- La plaça d'Espanya. La plaça nasqué al final del segle xix i es completà, l'any 1912, amb el cobriment del torrent Major. El més destacat n'és el monument als combatents de la Guerra Civil Espanyola (1940), obra de Gabriel Alomar.
- L'estació de ferrocarril. És l'antiga possessió de Ca’n Mayol (1606), remodelada els anys 1911-1912. A la façana podem veure la làpida dedicada al promotor del ferrocarril de Sóller, Jeroni Estades.[5]
- El convent dels Sagrats Cors. Des de la plaça d'Espanya, el vianant pot enfilar el carrer d'Isabel II, on destaquen nombroses cases senyorials d'estil modernista i regionalista. Al capdamunt es troba el convent dels sagrats Cor (s. XVIII), que té un claustre i una església barroca.
- El Museu Balear de Ciències Naturals i el Jardí Botànic de Sóller. Aquest palauet modernista, habilitat com a museu de ciències l'any 1985, acull diverses sales d'exposició temporals o permanents, relacionades amb la zoologia, la botànica i la geologia de Mallorca. El jardí botànic adjunt recull una notable col·lecció de plantes endèmiques de Mallorca, d'altres illes mediterrànies i de les Canàries.
- El cementeri. És un vertader jardí, ple de flors i plantes verdes; dotat de belles estàtues de gran valor plàstic treballades per artistes de renom. Els terrenys foren beneïts l'any 1814.
- Biniaraix. Situat a 1,2 km de Sóller, és un dels indrets més agradables de la comarca de Sóller. Té una vista excel·lent sobre la ciutat i manté el caràcter i l'estructura d'un poble de la serra.
  - El barranc de Biniaraix, de gran atractiu per als senderistes, per les magnífiques vistes tant del llogaret de Biniaraix com de tota la ruta fins a l'Ofre.
- La parròquia de Sant Ramon. Començada l'any 1938, la nau interior és única i té quatre trams dividits per arcs apuntats des de la base. Són remarcables els retaules laterals.
- La barriada de Santa Caterina. Típic nucli de població marinera de carrers empedrats molt escarpats.
  - L'oratori de Santa Caterina d'Alexandria i el Museu de la Mar. L'oratori és del segle xiii. Fou destruït pels pirates l'any 1542 i reconstruït el 1550. Actualment s'hi troba el Museu de la Mar, un centre d'interpretació i recerca marítima.
- La Torre Picada. Torre de defensa i vigilància, erigida entre 1614 i 1623, per prevenir els atacs dels pirates.
- Les Tres Creus, monument històric situat a una de les muntanyes de la vall; des d'allà, podem trobar unes de les millors vistes dels municipi.
- El Mirador de les Barques
- Ruta de Pedra en Sec. Ruta que proposa descobrir els paisatges construïts amb pedra en sec de la serra de Tramuntana.